# Акапуси Квера
Акапуси Квера (енгл. Akapusi Qera; 24. април 1984) професионални је рагбиста који тренутно игра за Монпеље (рагби јунион). Квера је капитен репрезентације Фиџија.

## Биографија
Висок 194 цм, тежак 112 кг, Квера је пре Монпељеа играо за Коастал Стелионс, Пертемп Бис, Глостер (рагби јунион) и Тулуз (рагби јунион). За репрезентацију Фиџија је до сада одиграо 51 тест меч и постигао 9 есеја.